# Ваља Буна (Мехединци)
Ваља Буна (рум. Valea Bună) насеље је у Румунији у округу Мехединци у општини Волојак. Oпштина се налази на надморској висини од 213 m.

## Становништво
Према подацима из 2002. године у насељу је живело 454 становника, од којих су сви румунске националности.